# Locomotiva LFI EDz 11-14
Le locomotive EDz 11 ÷ 14 sono un piccolo gruppo di locomotive elettriche a corrente continua a 3000 volt della LFI.

## Storia
Le locomotive furono costruite originariamente, nel 1924, in numero di 4 unità dalla Carminati & Toselli per la Società Anonima Industriale Ferroviaria (SAIF), esercente la ferrovia Bribano-Agordo. Presero il nome di LB 1-4 (dove la B stava ad indicare la presenza di un bagagliaio).
Vennero immesse in servizio, sia merci che viaggiatori, sulla breve ferrovia e vi svolsero il loro compito fino al 1955 quando, cessata l'attività ferroviaria della linea, vennero accantonati. Nel 1958 la società La Ferroviaria Italiana di Arezzo, alla ricerca di materiale di trazione d'occasione, li acquistò dalla Montecatini e li trasportò presso le officine sociali di Arezzo Pescaiola. Due unità, la LB4 e la LB1, furono ricostruite nella cassa (in foggia simile alla E.424 FS) e revisionate nell'impianto elettrico, assumendo la numerazione LFI 004 e LFI 005 (divenuta nel 1974 EDz 14 ed EDz 11); gli altri due furono accantonati. In seguito alla modifica i rotabili ricevettero una livrea bianco-verde, successivamente mutata nella tipica livrea sociale nera; per tale caratteristica sono stati denominati Calimero.
All'inizio degli anni ottanta le officine Fervet di Castelfranco Veneto hanno approntata un'ulteriore locomotiva utilizzando il telaio di una delle due locomotive accantonate, a cui sono stati applicati nuovi motori e carrelli M.126A di produzione TIBB; questa ha assunta la classificazione EDz 12 entrando in servizio nel mese di marzo del 1982.
Dal 2003 sopra il parcheggio, visibile anche dalla SR 203, delle Miniere di Valle Imperina, in località Le Campe nel comune di La Valle Agordina (BL), è stata monumentata l’unità 11.

## Caratteristiche
Si tratta di una locomotiva elettrica a corrente continua, a due carrelli con due sale motrici ciascuno, dalla struttura semplice ma robusta. I quattro motori, della potenza complessiva di 484 kW a 2.200 volt in origine, elevata poi a 540 kW a 3.000 volt sono di costruzione CGE (tipo CT 201) come il resto delle apparecchiature elettriche. La cassa (in origine in legno rivestito in lamiera di ferro), il telaio e le parti meccaniche sono invece di costruzione Carminati & Toselli. I carrelli originari erano del tipo molto semplice a travi a traliccio Diamond ma nella prima metà degli anni settanta sono stati sostituiti da carrelli più robusti tipo Fox a causa di problemi di natura meccanica. Anche i motori CGE diedero problemi (noie alla commutazione e "flash" al collettore): dal 1975 furono oggetto di prove al banco e messa a punto presso la RETAM.